# Batasio batasio
Batasio batasio és una espècie de peix de la família dels bàgrids i de l'ordre dels siluriformes.

## Morfologia
Els mascles poden assolir els 10 cm de longitud total.

## Distribució geogràfica
Es troba a l'Índia, Bangladesh, el Nepal i Bhutan.